# Парадокс сплячої красуні
Парадокс сплячої красуні — парадокс теорії імовірностей. Парадокс становить собою ймовірну задачу, що має декілька різноманітних, по-своєму правильних відповідей, і демонструє, як можна маніпулювати статистикою. Автором парадокса вважається Адам Ільґа. 1999-го року задача викликала флейм в Usenet.

## Формулювання
Піддослідній («Сплячій красуні») робиться укол снодійного. Підкидається симетрична монета. У випадку випадіння орла: її будять, і експеримент на цьому закінчується. У випадку випадіння решки: її будять, роблять ще один укол (після чого вона забуває про те, що її будили) і будять наступного дня, не підкидаючи монети (в такому разі експеримент йде 2 дні підряд). Вся ця процедура відома Красуні, але в неї немає інформації, в який день її розбудили.
Уявіть себе на місці Сплячої красуні. Вас розбудили. Яка ймовірність того, що монета впала решкою?
Розв'язання 1. У нас немає ніякої інформації про результати випадіння монети та про попередні пробудження. Оскільки відомо, що монета — чесна, можна припустити, що ймовірність решки 1/2.
Розв'язання 2. Проведемо експеримент 1000 разів. Сплячу красуню будять в середньому 500 разів з орлом і 1000 раз з решкою (оскільки у випадку решки сплячу красуню запитують 2 рази). Тому ймовірність решки 2/3.

## Розв'язок
1/2 — це ймовірність випадіння решки при всій відомій Красуні інформації. Ймовірний простір тут такий: 1-й день, орел — ½; 1-й день, решка — ¼; 2-й день, решка — ¼. А 2/3 в такому випадку — це дійсна частка пробуджень з решкою з урахуванням того, що кожна решка дає два пробудження, а кожен орел — одне.
Подібні зважені відсотки часто зустрічаються у житті. Наприклад, в країнах СНД понад 40% проїздів у державному транспорті здійснюється пенсіонерами. Чи насправді 40% населення на пенсії? Звичайно ж ні. Через безоплатний проїзд, більшу кількість вільного часу і слабке здоров'я, пенсіонери — набагато активніші пасажири, ніж всі інші. Кількість пенсіонерів серед пасажирів оцінюється у 20% або навіть менше.
Іншими словами, якщо реєструвати кожен проїзд, видаляючи всі попередні поїздки пасажира, якщо такі є (як стирають пам'ять Сплячій красуні), виходить 20% пенсіонерів. Якщо нічого не видаляти — 40%. Яке з цих двох чисел правильне — залежить від застосування. Фахівцям з реклами потрібна цифра 20%: «який відсоток з тих, що побачили оголошення — пенсіонери». Перевізникам важливіше 40% — «який відсоток пасажиропотоку їздить безоплатно»?

## Інші форми парадокса

### Парадокс неуважного водія
Неуважний професор, що засидівся на кафедрі до пізньої ночі, сідає в машину і повертається додому. Правильний шлях — повернути направо на другому перехресті (штраф 0). Якщо пропустити друге перехрестя, через 20 кілометрів буде мотель, в якому можна буде переночувати (штраф 3). Проблема в тому, що через неуважність і втому професор не пам'ятає, проїхав він перше перехрестя чи ні, а у світлі фар перехрестя не відрізняються.
Стратегія «як тільки побачиш перехрестя, повернути направо», звичайно ж була відкинута — отримуєш штраф 4. Куди корисніша стратегія «пропустити обидва перехрестя», зі штрафом 3.
Отже, професор вирішує скористатись другою стратегією. Під'їжджає до перехрестя, і у нього виникає думка: «Імовірність ½, що я на першому перехресті, і ½ - що на другому. Тоді середній штраф першої стратегії ½ · 4 + ½ · 0 = 2 — краще, ніж їхати в мотель». Парадокс?
Парадокс у тому, що перша і третя стратегії — різні. Третя — «в 50% випадків пропустити перше перехрестя і повернути на другому, в 50% — повернути на першому».

### Спляча красуня 2
Уявімо собі, що зі Сплячою красунею багато разів проводять даний експеримент (без стирання пам'яті). Поряд з її ліжком стоїть прозора скринька, в якій вона бачить монету, але не може її чіпати. Через деякий час вона розуміє, що решка завжди йде парами: якщо сьогодні випала решка, то завтра буде решка, а післязавтра — орел чи решка з імовірністю ½.
Одного разу експериментатор приходить з уколом, що стирає короткочасну пам'ять (довготривалі спостереження залишилися). Вважаємо, що день обирається навмання незалежно від результатів випадіння монети. Красуня прокидається — яка ймовірність решки?
Відповідь 1: 5/8. Ймовірний простір такий: 
- орел — решка — 1/4
- орел — орел — 1/4
- решка — пам'ять стерта в перший день — 1/4
- решка — пам'ять стерта на другий день — орел — 1/8
- решка — пам'ять стерта на другий день — решка — 1/8

Відповідь 2: 2/3 (оскільки 2/3 днів Красуня прокидалась з решкою й 1/3 — з орлом). Тут немає ніякої неоднозначності, правильна відповідь 2. У відповіді 1 наявно малося на увазі, що ймовірності стирання пам'яті з орлом і з решкою однакові, що невірно.